# جامعة ياماناشي
جامعة ياماناشي (بالإنجليزية: University of Yamanashi)‏ هي جامعة، وجامعة حكومية، تأسست في 1948، في اليابان.